# Saint-Hilaire (Allier)
Saint-Hilaire è un comune francese di 517 abitanti situato nel dipartimento dell'Allier della regione dell'Alvernia-Rodano-Alpi.

## Società

### Evoluzione demografica
Abitanti censiti